# Dritter Raum (Medizin)
Als Dritter Raum wird in der Infusionstherapie ein hypothetischer Raum im Körper beschrieben, der Verluste an Blutplasma im Rahmen großer Operationen erklären soll. Eine einheitliche Definition existiert nicht.
Bei großen Operationen, insbesondere Baucheingriffen, weisen Patienten oft einen unerklärlichen Verlust an Volumen auf, der durch Infusionslösungen ersetzt werden muss, um den Kreislauf stabil zu halten. Dabei handelt es sich um eine Verschiebung im Körper, die sich als Gewichtszunahme durch die zusätzliche Infusionsmenge nachweisen lässt, die beim Erwachsenen mehrere Kilogramm betragen kann. Zur Erklärung dieses Flüssigkeitsbedarfes trotz positiver Bilanzierung wurde in der Vergangenheit das Konzept einer Verschiebung in den dritten Raum postuliert.
Dieser Dritte Raum konnte bisher weder verlässlich quantitativ erfasst noch lokalisiert werden. Als mögliche anatomische Absonderungsräume wurden das urinproduzierende System, der Liquorraum, Sekrete im Magen-Darm-Trakt, Peritoneum (Aszites) und die Augenkammer vorgeschlagen (Zunahme der transzellulären Flüssigkeit). Als sogenannter nicht-anatomischer Anteil werden Ödeme des Bindegewebes (interstitiell) beschrieben. Für diesen wird teilweise eine Trennung vom funktionellen, also am Flüssigkeitsaustausch teilnehmenden Extrazellulärraum postuliert.
Aufgrund der aktuellen Datenlage muss am ehesten davon ausgegangen werden, dass ein dritter Raum im Sinne der Infusionstherapie nicht existiert. Bei den Flüssigkeitsumlagerungen handelt es sich wahrscheinlich um eine Verschiebung aus dem Gefäßsystem (intravasales Kompartiment, Intravasalraum) in das Bindegewebe (interstitielle Kompartiment, Extravasalraum), also innerhalb des Extrazellulärraumes. Möglicherweise liegt dem eine Schädigung der Glykokalix der Gefäßwände zugrunde, einer aus Kohlenhydraten und Proteinen bestehenden Barriere, die dem Endothel angelagert ist.